# 格利澤1207
格利泽1207是一顆位於蛇夫座附近的紅矮星，距離地球約28.3光年。